# 맥스 로미오
맥스 로미오(Max Romeo, 본명: 맥스웰 리빙스턴 스미스, 본명 영어: Maxwell Livingston Smith, 1944년 11월 22일 ~ 2025년 4월 11일)는 자메이카의 레게, 루츠 레게 음악가이다. 로미오는 보컬 그룹 이모션스의 일원이기도 했다. 로미오의 노래 'Wet Dream(1968년)인 가사를 포함하고 새로운 스타일의 레게를 시작했다.

## 전기

### 초기
자메이카의 세인트앤구 세인트 드에이커에 태어난 로미오는 14세에 집을 떠나 18세에 지역 경연 대회에서 우승하기 전까지 클래런던구 교외의 설탕 농장에서 일했다. 지역 경연 대회에서의 우승은 음악 경력을 시작하기 위해 킹스턴으로 이사를 하는 촉매제가 되었다.

### 경력 시작
1965년, 로미오는 케네스 나이트와 로이드 셰익스피어와 함께 이모션스를 결성했는데 캘톤 레이블의 영업직에 종사하기도 했다. 이 그룹은 다른 프로듀서들의 오디션에서는 성과를 얻지 못했지만 켄 랙이 로미오가 일을 하면서 노래를 부르는 것을 우연히 듣게 되면서 그들에게 오디션 기회를 주었다. 1966년, 이 그룹은 랙이 제작한 (Buy You) A Rainbow를 통해 첫 번째 성공을 거뒀다. 이모션스는 계속해서 여러 성공작을 내놓는다. 맥스 로미오는 1968년에 솔로 경력을 시작했지만 별다른 성공을 거두지는 못했다.
맥스 로미오 (Max Romeo)로 알려진 가수인 1968년에는 1968년에 솔로 활동을 시작했지만 차트에서는 큰 성공을 거두지 못했다. 로미오는 필 프랫을 위해 녹음하고 있는 이모션스로 복귀했고, 새로운 밴드 히피 보이스를 만들었다.

### 솔로 경력
1968년은 로미오의 경력에 돌파구가 된 해였는데, 그가 만든 'Wet Dream'라는 노래가 자메이카에서 공전의 히트를 기록했다. 이 곡은 성적인 가사가 노골적이라며 BBC 라디오에서 금지곡이 되었다. 로미오는 지붕이 새는 것을 표현했다고 주장했다. 그럼에도, 'Wet Dream'은 영국에서 6개월 동안 차트에서 Top 10에 올라와 있었다. 1969년에 'Belly Woman', 'Wine Her Goosie'와 'Mini-Skirt Vision', 데뷔 LP인 A Dream 이 발매되었다. 로미오는 영국에 있는 동안 여러 곳에서 공연을 하는 것을 금지당했다.
1970년, 로미오는 음반 레이블과 사운드 시스템 회사 Romax의 설립하지만 실패를 거두면서 자메이카로 돌아왔고, 1971년에는 두번째 앨범 Let the Power Fall이 발매되었다.
여기에는 정치적으로 고발된 많은 노래들이 포함되어 있는데, 대부분 민주당 사회주의 인민당 (PNP)을 옹호하며 그의 노래 "Let the Power Fall"을 1972년 자메이카 총선의 주제가로 선택했다. 그 후 로미오는 프로듀서 Lee "Scratch"Perry와 함께 앨범 Revelation Time (1975)에서 일했으며,이 노래에는 파티의 경찰 급습에 대한 가사와 동요의 가사가 적용된 클래식 곡 "Three Blind Mice"가 등장했다.
1976년 로미오는 그의 최고의 작품으로 인식된 앨범인 War ina Babylon을 발매했다. 정치적, 종교적으로 주제가 있는 앨범에는 인기있는 싱글“ I Chase the Devil ”이 포함되어 있으며, 그의 가장 유명한 노래 중 하나가 될 것이다. 그 후 얼마 안 있어 로미오가 후속 앨범인 Reconstruction 을 자체 제작하게 했지만 1977년에 발매된 전임자의 성공과는 맞지 않았다.
1978년 로미오는 뉴욕으로 이주하여 뮤지컬 레게와 함께 헤어 프로듀서 마이클 버틀러와 함께 공동 작곡을 맡았다.
1980년에 그는 롤링 스톤스 앨범 Emotional Rescue 의 "Dance"에서 후원 보컬로 활동했다. 1981년 롤링 스톤즈의 키스 리처즈가 북미 시장 진출에 실패한 로미오의 앨범 Holding Out My Love to You에서 공동 제작하여 연주했을 때 호의를 얻었다.
10년 동안 그의 나머지 생산량은 거의 눈에 띄지 않았으며, Romeo는 뉴욕 전자 제품 점에서 일을 찾았다. 존 홀트는 그에게 자메이카로 돌아가라고 권유했고, 1년 동안 메도우 브룩에 있는 홀트의 집에서 살았다.
Romeo는 1992년 영국을 다시 방문하여 Jah Shaka와 함께 Fari – Captain of My Ship (1992) 및 Our Rights (1995) 앨범을 녹음했다. 1998년 영국 리듬 섹션 / 제작팀 Mafia &amp; Fluxy 와 앨범 Selassie I Forever에 합류했다. 편집 앨범 인 Max Romeo의 Many Moods는 1999년 영국에서 발매되었다.
2014년에는 아들 Ronaldo 및 Romario (듀오 로미 날)와의 공동 작업인 Father and Sons 앨범을 발매했다. 그의 딸 Azana Smith는 Xana Romeo라는 이름으로 녹음 경력을 시작했다.

## 음반
| - 1969: A Dream - 1971: Let the Power Fall - 1975: Revelation Time (re-released as Open the Iron Gate in 1978) - 1976: War ina Babylon (with The Upsetters) - 1977: Reconstruction - 1980: Rondos - 1981: Holding Out My Love to You - 1982: I Love My Music - 1984: Max Romeo Meets Owen Gray at King Tubby's Studio (with Owen Gray) - 1984: Freedom Street - 1985: One Horse Race - 1989: Transition (with The Upsetters) - 1992: Fari – Captain of My Ship (with Jah Shaka) - 1993: On the Beach - 1994: The Cross or the Gun - 1995: Our Rights (with Jah Shaka) - 1998: Selassie I Forever - 1999: Love Message - 1999: Something Is Wrong - 2001: In This Time - 2004: A Little Time for Jah - 2005: Crazy World of Dub - 2006: Max Romeo Sings Hits of Bob Marley - 2007: Pocomania Songs - 2014: Father and Sons - 2016: Horror Zone - 2019: Words From The Brave | - 1993: Wet Dream - 1999: Open the Iron Gate: 1973–77 - 1999: The Many Moods of Max Romeo - 2000: Pray for Me: 1967 to 1973 – The Best of Max Romeo - 2002: Perilous Times: 1974–1999 - 2002: The Coming of Jah – Anthology 1967–76 - 2003: Ultimate Collection - 2004: Wet Dream – The Best of Max Romeo - 2008: Best Of - 2009: 36 Carat Golden Hits |  |

### 싱글
| - 1967: "Don't Want to Let You Go" (with The Emotions) - 1968: "Wet Dream" (UK #10) - 1969: "Belly Woman" - 1969: "Twelfth of Never" - 1969: "Wine Her Goosie" - 1969: "Mini-Skirt Vision" - 1969: "Blowing in the Wind" - 1970: "Melting Pot" (with The Hippy Boys) - 1970: "What a Cute Man" - 1971: "Let the Power Fall" - 1971: "Macabee Version" - 1971: "Don't You Weep" - 1971: "Ginal Ship" - 1971: "Black Equality" - 1971: "Chie Chie Bud" - 1971: "The Coming of Jah" - 1972: "Rasta Band Wagon" - 1972: "Public Enemy No. 1" - 1972: "No Joshua No" - 1972: "Press Along Joshua" - 1972: "When Jah Speaks" - 1972: "We Love Jamaica" - 1972: "Is It Really Over?" - 1972: "Aily and Ailaloo" (as Niney and Max) - 1972: "Are You Sure" - 1973: "Every Man Ought to Know" - 1973: "Evening News" - 1973: "Rent Crisis" - 1973: "Three Blind Mice" - 1974: "Corner Stone" - 1974: "Don't Rock My Boat" - 1974: "Socialism Is Love" - 1974: "Put a Little Aside" - 1974: "Sixpence" - 1974: "A Lie Them a Tell" - 1974: "Red House" - 1974: "The Reverend" | - 1975: "One Step Forward" - 1975: "God Bless Jamaica" - 1975: "Youthman, Rootsman" - 1975: "Revelation Time" - 1975: "Johosaphatt the Lost Valley" - 1975: "Heads a Go Roll" - 1975: "Natty Dread Take Over" - 1975: "Jamaicans: God Bless You" - 1975: "Big Jack" - 1975: "Mr. Fixit" - 1976: "War in a Babylon (It Sipple Out Deh)" - 1976: "Fire Fe the Vatican" - 1976: "Hola Zion" - 1976: "I Chase the Devil" - 1976: "Mr. Jones" - 1976: "Deacon Wife" - 1976: "If Them Ever" - 1977: "Norman" - 1982: "I Love My Music" - 1988: "Keep on Moving" - 1992: "Fari – Captain of My Ship" - 1992: "Rich People" - 1992: "Melt Away" - 1993: "Wicked Have to Run Away" - 1998: "Selassie I Forever" - 1999: "In This Time" - 2000: "Marching" - 2000: "Perilous Time" - 2004: "Outta Babylon" - 2005: "Juks We a Juks" - 2006: "Babylon Fall" (with Rebel Familia) - 2006: "Luw Them" - 2006: "Give Praises" - 2007: "Birth of Reggae Music" - 2009: "My Jamaican Collie" - 2011: "Protest to the M1" |  |

## 같이 보기
- 레게 뮤지션 목록
- 루츠 레게 아티스트의 목록
- 아일랜드 레코드 음반
- 파마 레코드